# Milena Czarnogórska
Milena Vukotić, serb. Милена Вукотић (ur. 22 kwietnia 1847 w Čevie, zm. 16 marca 1923 w Antibes) – serbska arystokratka, w 1860–1910 księżna, 1910–1918 królowa Czarnogóry jako żona Mikołaja.

## Życiorys
Urodziła się w rodzinie wojewody Petara Vukoticia (1926–1904) i Jeleny z d. Vojvodić (zm. 1856). Miała trzech starszych braci: Šala (Pawła), Matana (Mateusza) i Šćepaca (Stefana). Wywodziła się z jednego z najbogatszych rodów serbskiej szlachty, a jej ojciec był przyjacielem Mirka Petrowicia-Niegosza (1820–1867). W wyniku porozumienia się rodziców w 1853 została zaręczona z Mikołajem (1841–1921), dziedzicznym księciem Czarnogóry. Po śmierci matki, została jako 9-latka wysłana do Cetyni na dwór księcia Daniela. Nie odebrała żadnego wykształcenia, pozostając analfabetką. W 1856–1860 wychowywała się w Njeguši pod opieką siostry narzeczonego Anastazji (zm. 1879). 8 listopada 1860 w Cerkwi Wałaskiej w Cetyni 13-letnia Milena poślubiła 19-letniego Mikołaja. Jako książęca małżonka została oddana pod opiekę księżnej wdowy Darii (1838–1892), która zadbała o podstawy jej wykształcenia. W 1860–1867 opanowała materiał podstawowego wykształcenia, uzupełniony o język francuski.
W 1868–1869 sprawowała urząd marszałka dworu. Poza tą krótkotrwałą funkcją nie odgrywała żadnej roli politycznej. W 1918 znalazła się wraz z rodziną na emigracji, osiedlając się we Francji. W 1922–1923 wraz z Anto Gvozdenoviciem sprawowała honorowo urząd współregentki tytularnego króla Michała, wchodząc w skład rządu na uchodźstwie. Zmarła w 1923 i została pochowana na cmentarzu prawosławnym San Remo. W 1989 jej szczątki zostały przeniesione do kapicy dworskiej w Cetyni.

## Rodzina
Mikołajowi I Petrowiciowi-Niegoszowi urodziła dwanaścioro dzieci:
- Zorka (1864–1890), żona Piotra I Karadziordziewicia, króla Serbów
- Milica (1866–1951), żona Piotra Mikołajewicza Romanowa, wielkiego księcia Rosji
- Anastazja (1868–1935), żona Mikołaja Mikołajewicza Romanowa, wielkiego księcia Rosji
- Maria (1869–1885)
- Daniel (1871–1939), następca tronu, mąż Jutty Mecklenburg-Strelitz
- Jelena (1873–1952), żona Wiktora Emanuela III, króla Włoch
- Anna (1874–1971), żona księcia Franciszka Józefa Battenberga
- Zofia (1876)
- Mirko (1879–1918), mąż Natalii Konstantinović
- Ksenia (1881–1960)
- Wiera (1887–1927)
- Piotr (1889–1932)